# Tour d'Italie 1995
Le Tour d'Italie 1995 est la 78e édition du Tour d'Italie, qui s'est élancée de Pérouse le 13 mai 1995 et est arrivée à Milan le 4 juin. Long de 3 737 kilomètres, ce Giro a été remporté par le Suisse Tony Rominger.

## Équipes participantes
| N.      | Code | Équipe                |
| ------- | ---- | --------------------- |
| 1-9     | GEW  | Gewiss-Ballan         |
| 11-19   | AKI  | Aki-Gipiemme          |
| 21-29   | AMO  | Amore & Vita-Galatron |
| 31-39   | BAN  | Banesto               |
| 41-49   | BRE  | Brescialat-Fago       |
| 51-59   | CAR  | Carrera-Tassoni       |
| 61-69   | CBH  | Castellblanch         |
| 71-79   | CAS  | Castorama             |
| 81-89   | CER  | Refin-Cantina Tollo   |
| 91-99   | FES  | Festina-Lotus         |
| 101-109 | KEL  | Kelme-Sureña          |

| N.      | Code | Équipe                  |
| ------- | ---- | ----------------------- |
| 111-119 | LAM  | Lampre-Panaria          |
| 121-129 | MAG  | MG Maglificio-Technogym |
| 131-139 | MAP  | Mapei-GB                |
| 141-149 | MER  | Mercatone Uno-Saeco     |
| 151-159 | NAV  | Navigare-Blue Storm     |
| 161-169 | ONC  | ONCE                    |
| 171-179 | SIC  | Sicasal-Acral           |
| 181-189 | PLT  | Polti-Granarolo-Santini |
| 191-199 | TEL  | Team Deutsche Telekom   |
| 201-209 | TVM  | TVM-Polis Direct        |
| 211-219 | MOB  | ZG Mobili-Selle Italia  |

## Étapes
| Étape     | Date     | Villes étapes                              | km       | Vainqueur d'étape  | Leader du classement général |
| 1re étape | 13 mai   | Pérouse - Terni                            | 205      | Mario Cipollini    | Mario Cipollini              |
| 2e étape  | 14 mai   | Foligno - Assisi                           | 19 (CLM) | Tony Rominger      | Tony Rominger                |
| 3e étape  | 15 mai   | Spoleto - Marotta                          | 161      | Mario Cipollini    | Tony Rominger                |
| 4e étape  | 16 mai   | Mondolfo - Loreto                          | 192      | Tony Rominger      | Tony Rominger                |
| 5e étape  | 17 mai   | Porto Recanati - Tortoreto Lido            | 182      | Filippo Casagrande | Tony Rominger                |
| 6e étape  | 18 mai   | Trani - Tarente                            | 165      | Nicola Minali      | Tony Rominger                |
| 7e étape  | 19 mai   | Tarente - Terme Luigiane                   | 216      | Maurizio Fondriest | Tony Rominger                |
| 8e étape  | 20 mai   | Acquappesa - Monte Sirino                  | 209      | Laudelino Cubino   | Tony Rominger                |
| 9e étape  | 21 mai   | Terme la Calda - Salerno                   | 165      | Rolf Sørensen      | Tony Rominger                |
| 10e étape | 22 mai   | Telese Terme - Maddaloni                   | 42 (CLM) | Tony Rominger      | Tony Rominger                |
| 11e étape | 24 mai   | Pietrasanta - Il Ciocco                    | 175      | Enrico Zaina       | Tony Rominger                |
| 12e étape | 25 mai   | Borgo a Mozzano - Cento                    | 196      | Ján Svorada        | Tony Rominger                |
| 13e étape | 26 mai   | Pieve di Cento - Rovereto                  | 218      | Pascal Richard     | Tony Rominger                |
| 14e étape | 27 mai   | Trente - Kurzras/Maso Corto                | 233      | Oliverio Rincón    | Tony Rominger                |
| 15e étape | 28 mai   | Kurzras/Maso Corto - Lenzerheidepass (SUI) | 185      | Mariano Piccoli    | Tony Rominger                |
| 16e étape | 29 mai   | Lenzerheide - Treviglio                    | 234      | Giuseppe Citterio  | Tony Rominger                |
| 17e étape | 30 mai   | Cenate di Sotto - Selvino                  | 43 (CLM) | Tony Rominger      | Tony Rominger                |
| 18e étape | 31 mai   | Stradella - Sanctuaire de Vicoforte        | 221      | Denis Zanette      | Tony Rominger                |
| 19e étape | 1er juin | Mondovì - Chianale                         | 130      | Pascal Richard     | Tony Rominger                |
| 20e étape | 2 juin   | Briançon (FRA) - Gressoney-Saint-Jean      | 208      | Sergueï Outschakov | Tony Rominger                |
| 21e étape | 3 juin   | Pont-Saint-Martin - Luino                  | 190      | Evgueni Berzin     | Tony Rominger                |
| 22e étape | 4 juin   | Luino - Milan                              | 148      | Giovanni Lombardi  | Tony Rominger                |

## Classements finals

### Classement général final
| \| Classement général \| Classement général \| Classement général \| Classement général \| Classement général \| \| Coureur \| Coureur \| Pays \| Équipe \| Temps \| \| ------------------ \| ------------------------ \| ------------------ \| ---------------------------- \| ------------------ \| \| 1er \| Tony Rominger \| Suisse \| Mapei-GB-Latexco \| 97 h 39 min 50 s \| \| 2e \| Evgueni Berzin \| Russie \| Gewiss-Ballan \| + 4 min 13 s \| \| 3e \| Piotr Ugrumov \| Lettonie \| Gewiss-Ballan \| + 4 min 55 s \| \| 4e \| Claudio Chiappucci \| Italie \| Carrera Jeans-Tassoni \| + 9 min 23 s \| \| 5e \| Oliverio Rincón \| Colombie \| ONCE \| + 10 min 03 s \| \| 6e \| Pavel Tonkov \| Russie \| Lampre-Panaria \| + 11 min 31 s \| \| 7e \| Enrico Zaina \| Italie \| Carrera Jeans-Tassoni \| + 13 min 40 s \| \| 8e \| Heinz Imboden \| Suisse \| Refin-Cantina Tollo \| + 16 min 23 s \| \| 9e \| Georg Totschnig \| Autriche \| Polti-Granarolo-Santini \| + 16 min 23 s \| \| 10e \| Francesco Casagrande \| Italie \| Mercatone Uno-Saeco \| + 18 min 50 s \| \| 11e \| Bruno Cenghialta \| Italie \| Gewiss-Ballan \| + 21 min 28 s \| \| 12e \| Laurent Madouas \| France \| Castorama \| + 23 min 00 s \| \| 13e \| Pascal Richard \| Suisse \| MG Boys Maglificio-Technogym \| + 23 min 21 s \| \| 14e \| Vladimir Poulnikov \| Ukraine \| Deutsche Telekom-Merckx-Audi \| + 24 min 31 s \| \| 15e \| Paolo Lanfranchi \| Italie \| Brescialat-Fago \| + 25 min 33 s \| \| 16e \| Nelson Rodríguez \| Colombie \| ZG Mobili-Selle Italia \| + 25 min 45 s \| \| 17e \| Stefano Cattai \| Italie \| ZG Mobili-Selle Italia \| + 29 min 14 s \| \| 18e \| Hernán Buenahora \| Colombie \| Kelme-Sureña-Avianca \| + 29 min 14 s \| \| 19e \| Francisco Javier Mauleón \| Espagne \| Mapei-GB-Latexco \| + 33 min 16 s \| \| 20e \| Mariano Piccoli \| Italie \| Brescialat-Fago \| + 33 min 16 s \| \| 21e \| Arsenio González \| Espagne \| Mapei-GB-Latexco \| + 37 min 13 s \| \| 22e \| Davide Rebellin \| Italie \| MG Boys Maglificio-Technogym \| + 38 min 11 s \| \| 23e \| Michel Lafis \| Suède \| Amore & Vita-Galatron \| + 43 min 50 s \| \| 24e \| Andrei Teteriouk \| Kazakhstan \| Aki-Gipiemme \| + 54 min 29 s \| \| 25e \| Pascal Hervé \| France \| Festina-Lotus \| + 55 min 33 s \| |                          |            |                              |                  |
| |                          |            |                              |                  |
| |                          |            |                              |                  |
| Classement général |                          |            |                              |                  |
| Coureur | Coureur                  | Pays       | Équipe                       | Temps            |
| 1er | Tony Rominger            | Suisse     | Mapei-GB-Latexco             | 97 h 39 min 50 s |
| 2e | Evgueni Berzin           | Russie     | Gewiss-Ballan                | + 4 min 13 s     |
| 3e | Piotr Ugrumov            | Lettonie   | Gewiss-Ballan                | + 4 min 55 s     |
| 4e | Claudio Chiappucci       | Italie     | Carrera Jeans-Tassoni        | + 9 min 23 s     |
| 5e | Oliverio Rincón          | Colombie   | ONCE                         | + 10 min 03 s    |
| 6e | Pavel Tonkov             | Russie     | Lampre-Panaria               | + 11 min 31 s    |
| 7e | Enrico Zaina             | Italie     | Carrera Jeans-Tassoni        | + 13 min 40 s    |
| 8e | Heinz Imboden            | Suisse     | Refin-Cantina Tollo          | + 16 min 23 s    |
| 9e | Georg Totschnig          | Autriche   | Polti-Granarolo-Santini      | + 16 min 23 s    |
| 10e | Francesco Casagrande     | Italie     | Mercatone Uno-Saeco          | + 18 min 50 s    |
| 11e | Bruno Cenghialta         | Italie     | Gewiss-Ballan                | + 21 min 28 s    |
| 12e | Laurent Madouas          | France     | Castorama                    | + 23 min 00 s    |
| 13e | Pascal Richard           | Suisse     | MG Boys Maglificio-Technogym | + 23 min 21 s    |
| 14e | Vladimir Poulnikov       | Ukraine    | Deutsche Telekom-Merckx-Audi | + 24 min 31 s    |
| 15e | Paolo Lanfranchi         | Italie     | Brescialat-Fago              | + 25 min 33 s    |
| 16e | Nelson Rodríguez         | Colombie   | ZG Mobili-Selle Italia       | + 25 min 45 s    |
| 17e | Stefano Cattai           | Italie     | ZG Mobili-Selle Italia       | + 29 min 14 s    |
| 18e | Hernán Buenahora         | Colombie   | Kelme-Sureña-Avianca         | + 29 min 14 s    |
| 19e | Francisco Javier Mauleón | Espagne    | Mapei-GB-Latexco             | + 33 min 16 s    |
| 20e | Mariano Piccoli          | Italie     | Brescialat-Fago              | + 33 min 16 s    |
| 21e | Arsenio González         | Espagne    | Mapei-GB-Latexco             | + 37 min 13 s    |
| 22e | Davide Rebellin          | Italie     | MG Boys Maglificio-Technogym | + 38 min 11 s    |
| 23e | Michel Lafis             | Suède      | Amore & Vita-Galatron        | + 43 min 50 s    |
| 24e | Andrei Teteriouk         | Kazakhstan | Aki-Gipiemme                 | + 54 min 29 s    |
| 25e | Pascal Hervé             | France     | Festina-Lotus                | + 55 min 33 s    |

### Classements annexes finals
| Classement par points | Classement par points | Classement par points | Classement par points        | Classement par points |
| Coureur               | Coureur               | Pays                  | Équipe                       | Points                |
| --------------------- | --------------------- | --------------------- | ---------------------------- | --------------------- |
| 1er                   | Tony Rominger         | Suisse                | Mapei-GB-Latexco             | 205 pts               |
| 2e                    | Rolf Sørensen         | Danemark              | MG Boys Maglificio-Technogym | 153 pts               |
| 3e                    | Evgueni Berzin        | Russie                | Gewiss-Ballan                | 148 pts               |
| 4e                    | Piotr Ugrumov         | Lettonie              | Gewiss-Ballan                | 145 pts               |
| 5e                    | Giovanni Fidanza      | Italie                | Polti-Granarolo-Santini      | 121 pts               |

| Classement par points | Classement par points | Classement par points | Classement par points        | Classement par points |
| Coureur               | Coureur               | Pays                  | Équipe                       | Points                |
| --------------------- | --------------------- | --------------------- | ---------------------------- | --------------------- |
| 1er                   | Tony Rominger         | Suisse                | Mapei-GB-Latexco             | 205 pts               |
| 2e                    | Rolf Sørensen         | Danemark              | MG Boys Maglificio-Technogym | 153 pts               |
| 3e                    | Evgueni Berzin        | Russie                | Gewiss-Ballan                | 148 pts               |
| 4e                    | Piotr Ugrumov         | Lettonie              | Gewiss-Ballan                | 145 pts               |
| 5e                    | Giovanni Fidanza      | Italie                | Polti-Granarolo-Santini      | 121 pts               |

| Classement de la montagne | Classement de la montagne | Classement de la montagne | Classement de la montagne | Classement de la montagne |
| Coureur                   | Coureur                   | Pays                      | Équipe                    | Points                    |
| ------------------------- | ------------------------- | ------------------------- | ------------------------- | ------------------------- |
| 1er                       | Mariano Piccoli           | Italie                    | Brescialat-Fago           | 75 pts                    |
| 2e                        | Nelson Rodríguez          | Colombie                  | ZG Mobili-Selle Italia    | 45 pts                    |
| 3e                        | Giuseppe Guerini          | Italie                    | Navigare-Blue Storm       | 43 pts                    |
| 4e                        | Evgueni Berzin            | Russie                    | Gewiss-Ballan             | 33 pts                    |
| 5e                        | Oliverio Rincón           | Colombie                  | ONCE                      | 28 pts                    |

| Classement de la montagne | Classement de la montagne | Classement de la montagne | Classement de la montagne | Classement de la montagne |
| Coureur                   | Coureur                   | Pays                      | Équipe                    | Points                    |
| ------------------------- | ------------------------- | ------------------------- | ------------------------- | ------------------------- |
| 1er                       | Mariano Piccoli           | Italie                    | Brescialat-Fago           | 75 pts                    |
| 2e                        | Nelson Rodríguez          | Colombie                  | ZG Mobili-Selle Italia    | 45 pts                    |
| 3e                        | Giuseppe Guerini          | Italie                    | Navigare-Blue Storm       | 43 pts                    |
| 4e                        | Evgueni Berzin            | Russie                    | Gewiss-Ballan             | 33 pts                    |
| 5e                        | Oliverio Rincón           | Colombie                  | ONCE                      | 28 pts                    |

| Classement par équipes | Classement par équipes       | Classement par équipes | Classement par équipes |
| Équipe                 | Équipe                       | Pays                   | Temps                  |
| ---------------------- | ---------------------------- | ---------------------- | ---------------------- |
| 1re                    | Gewiss-Ballan                | Italie                 | 293 h 08 min 42 s      |
| 2e                     | Mapei-GB-Latexco             | Italie                 | + 54 min 57 s          |
| 3e                     | Carrera Jeans-Tassoni        | Italie                 | + 1 h 09 min 43 s      |
| 4e                     | MG Boys Maglificio-Technogym | Italie                 | + 1 h 31 min 27 s      |
| 5e                     | Brescialat-Fago              | Italie                 | + 1 h 46 min 09 s      |

| Classement par équipes | Classement par équipes       | Classement par équipes | Classement par équipes |
| Équipe                 | Équipe                       | Pays                   | Temps                  |
| ---------------------- | ---------------------------- | ---------------------- | ---------------------- |
| 1re                    | Gewiss-Ballan                | Italie                 | 293 h 08 min 42 s      |
| 2e                     | Mapei-GB-Latexco             | Italie                 | + 54 min 57 s          |
| 3e                     | Carrera Jeans-Tassoni        | Italie                 | + 1 h 09 min 43 s      |
| 4e                     | MG Boys Maglificio-Technogym | Italie                 | + 1 h 31 min 27 s      |
| 5e                     | Brescialat-Fago              | Italie                 | + 1 h 46 min 09 s      |

| Classement Intergiro | Classement Intergiro | Classement Intergiro | Classement Intergiro    | Classement Intergiro |
|                      | Coureur              | Pays                 | Équipe                  | Temps                |
| -------------------- | -------------------- | -------------------- | ----------------------- | -------------------- |
| 1er                  | Tony Rominger        | Suisse               | Mapei–GB–Latexco        | en 59 h 36 min 45 s  |
| 2e                   | Giovanni Fidanza     | Italie               | Polti-Granarolo-Santini | + 54 s               |
| 3e                   | Evgeni Berzin        | Russie               | Gewiss–Ballan           | + 1 min 24 s         |
| modifier             |                      |                      |                         |                      |

## Évolution des classements
Les cyclistes présents dans le tableau ci-dessous correspondent aux leaders des classements. Ils peuvent ne pas correspondre au porteur du maillot.
| Étape              | Vainqueur          | Classement général | Classement par point | Classement de la montagne | Classement par équipes |
| ------------------ | ------------------ | ------------------ | -------------------- | ------------------------- | ---------------------- |
| 1re étape          | Mario Cipollini    | Mario Cipollini    | Mario Cipollini      | Giuseppe Guerini          | Mercatone Uno          |
| 2e étape           | Tony Rominger      | Tony Rominger      | Rolf Sorensen        | Giuseppe Guerini          | Lampre                 |
| 3e étape           | Mario Cipollini    | Tony Rominger      | Mario Cipollini      | Mariano Piccoli           | Lampre                 |
| 4e étape           | Tony Rominger      | Tony Rominger      | Mario Cipollini      | Mariano Piccoli           | Lampre                 |
| 5e étape           | Filippo Casagrande | Tony Rominger      | Mario Cipollini      | Mariano Piccoli           | Brescialat             |
| 6e étape           | Nicola Minali      | Tony Rominger      | Mario Cipollini      | Mariano Piccoli           | Brescialat             |
| 7e étape           | Maurizio Fondriest | Tony Rominger      | Mario Cipollini      | Mariano Piccoli           | Brescialat             |
| 8e étape           | Laudelino Cubino   | Tony Rominger      | Mario Cipollini      | Mariano Piccoli           | MG Maglificio          |
| 9e étape           | Rolf Sorensen      | Tony Rominger      | Mario Cipollini      | Mariano Piccoli           | MG Maglificio          |
| 10e étape          | Tony Rominger      | Tony Rominger      | Tony Rominger        | Mariano Piccoli           | Gewiss                 |
| 11e étape          | Enrico Zaina       | Tony Rominger      | Tony Rominger        | Mariano Piccoli           | Gewiss                 |
| 12e étape          | Pascal Richard     | Tony Rominger      | Tony Rominger        | Mariano Piccoli           | Gewiss                 |
| 13e étape          | Oliverio Rincon    | Tony Rominger      | Tony Rominger        | Mariano Piccoli           | Gewiss                 |
| 14e étape          | Claudio Chiappucci | Tony Rominger      | Tony Rominger        | Mariano Piccoli           | Gewiss                 |
| 15e étape          | Mariano Piccoli    | Tony Rominger      | Tony Rominger        | Mariano Piccoli           | Gewiss                 |
| 16e étape          | Giuseppe Citterio  | Tony Rominger      | Tony Rominger        | Mariano Piccoli           | Gewiss                 |
| 17e étape          | Tony Rominger      | Tony Rominger      | Tony Rominger        | Mariano Piccoli           | Gewiss                 |
| 18e étape          | Denis Zanette      | Tony Rominger      | Tony Rominger        | Mariano Piccoli           | Gewiss                 |
| 19e étape          | Pascal Richard     | Tony Rominger      | Tony Rominger        | Mariano Piccoli           | Gewiss                 |
| 20e étape          | Sergueï Outschakov | Tony Rominger      | Tony Rominger        | Mariano Piccoli           | Gewiss                 |
| 21e étape          | Evgueni Berzin     | Tony Rominger      | Tony Rominger        | Mariano Piccoli           | Gewiss                 |
| 22e étape          | Giovanni Lombardi  | Tony Rominger      | Tony Rominger        | Mariano Piccoli           | Gewiss                 |
| Classements finals | Classements finals | Tony Rominger      | Tony Rominger        | Mariano Piccoli           | Gewiss                 |

## Liste des participants
| Gewiss-Ballan ___ | Gewiss-Ballan ___               | Gewiss-Ballan ___ |
| ----------------- | ------------------------------- | ----------------- |
| Num               | Coureur                         | Pos               |
| 1                 | Evgueni Berzin (RUS)            | 2e                |
| 2                 | Vladislav Bobrik (RUS)          | 28e               |
| 3                 | Giorgio Furlan (ITA)            | 34e               |
| 4                 | Piotr Ugrumov (LAT)             | 3e                |
| 5                 | Bruno Cenghialta (ITA)          | 11e               |
| 6                 | Mauro Antonio Santaromita (ITA) | 86e               |
| 7                 | Alberto Volpi (ITA)             | 45e               |
| 8                 | Nicola Minali (ITA)             | AB-15             |
| 9                 | Francesco Frattini (ITA)        | 29e               |

| Aki-Gipiemme ___ | Aki-Gipiemme ___        | Aki-Gipiemme ___ |
| ---------------- | ----------------------- | ---------------- |
| Num              | Coureur                 | Pos              |
| 11               | Dimitri Konyshev (RUS)  | AB-14            |
| 12               | Zenon Jaskuła (POL)     | 38e              |
| 13               | Gilberto Simoni (ITA)   | NP-13            |
| 14               | Andrei Teteriouk (KAZ)  | 24e              |
| 15               | Mauro Bettin (ITA)      | 84e              |
| 16               | Giuseppe Citterio (ITA) | 107e             |
| 17               | Roberto Dal Sie (ITA)   | 88e              |
| 18               | Stefano Zanatta (ITA)   | 104e             |
| 19               | Denis Zanette (ITA)     | 71e              |

| Amore & Vita-Galatron AMO | Amore & Vita-Galatron AMO | Amore & Vita-Galatron AMO |
| ------------------------- | ------------------------- | ------------------------- |
| Num                       | Coureur                   | Pos                       |
| 21                        | Simone Borgheresi (ITA)   | AB-20                     |
| 22                        | Davide Dall'Olio (ITA)    | 109e                      |
| 23                        | Alessio Di Basco (ITA)    | AB-1                      |
| 24                        | Antonio Fanelli (ITA)     | AB-9                      |
| 25                        | Riccardo Forconi (ITA)    | 110e                      |
| 26                        | Michel Lafis (SWE)        | 23e                       |
| 27                        | Maurizio Molinari (ITA)   | 68e                       |
| 28                        | Sandro Giacomelli (ITA)   | AB-5                      |
| 29                        | Marco Villa (ITA)         | 118e                      |

| Banesto BAN | Banesto BAN               | Banesto BAN |
| ----------- | ------------------------- | ----------- |
| Num         | Coureur                   | Pos         |
| 31          | José Luis Arrieta (ESP)   | 64e         |
| 32          | Thomas Davy (FRA)         | 33e         |
| 33          | Andrew Hampsten (USA)     | 58e         |
| 34          | Stéphane Heulot (FRA)     | AB-15       |
| 35          | Prudencio Indurain (ESP)  | 97e         |
| 36          | José María Jiménez (ESP)  | 26e         |
| 37          | Óscar López Uriarte (ESP) | 51e         |
| 38          | Jesús Montoya (ESP)       | 27e         |
| 39          | Erwin Nijboer (NED)       | 103e        |

| Brescialat-Fago ___ | Brescialat-Fago ___      | Brescialat-Fago ___ |
| ------------------- | ------------------------ | ------------------- |
| Num                 | Coureur                  | Pos                 |
| 41                  | Massimo Podenzana (ITA)  | NP-14               |
| 42                  | Paolo Lanfranchi (ITA)   | 15e                 |
| 43                  | Mario Manzoni (ITA)      | 108e                |
| 44                  | Fabrizio Bontempi (ITA)  | 87e                 |
| 45                  | Filippo Casagrande (ITA) | AB-8                |
| 46                  | Luca Gelfi (ITA)         | 80e                 |
| 47                  | Giancarlo Perini (ITA)   | 63e                 |
| 48                  | Mariano Piccoli (ITA)    | 20e                 |
| 49                  | Omar Pumar (VEN)         | 39e                 |

| Carrera Jeans-Tassoni ___ | Carrera Jeans-Tassoni ___  | Carrera Jeans-Tassoni ___ |
| ------------------------- | -------------------------- | ------------------------- |
| Num                       | Coureur                    | Pos                       |
| 51                        | Claudio Chiappucci (ITA)   | 4e                        |
| 52                        | Nicola Miceli (ITA)        | AB-14                     |
| 53                        | Enrico Zaina (ITA)         | 7e                        |
| 54                        | Marcello Siboni (ITA)      | 57e                       |
| 55                        | Stefano Checchin (ITA)     | NP-13                     |
| 56                        | Mario Chiesa (ITA)         | 81e                       |
| 57                        | Mario Mantovan (ITA)       | AB-9                      |
| 58                        | Alessandro Bertolini (ITA) | AB-8                      |
| 59                        | Sergio Barbero (ITA)       | 75e                       |

| Castellblanch-Deportpublic-Otero-Mx Onda ___ | Castellblanch-Deportpublic-Otero-Mx Onda ___ | Castellblanch-Deportpublic-Otero-Mx Onda ___ |
| -------------------------------------------- | -------------------------------------------- | -------------------------------------------- |
| Num                                          | Coureur                                      | Pos                                          |
| 61                                           | Eleuterio Anguita (ESP)                      | 98e                                          |
| 62                                           | Francisco Cerezo (ESP)                       | 119e                                         |
| 63                                           | Antonio Miguel Díaz (ESP)                    | NP-8                                         |
| 64                                           | Carlos Galarreta (ESP)                       | 100e                                         |

| Sans équipe ___ | Sans équipe ___      | Sans équipe ___ |
| --------------- | -------------------- | --------------- |
| Num             | Coureur              | Pos             |
| 65              | Alfredo Irusta (ESP) | AB-13           |

| Castellblanch-Deportpublic-Otero-Mx Onda ___ | Castellblanch-Deportpublic-Otero-Mx Onda ___ | Castellblanch-Deportpublic-Otero-Mx Onda ___ |
| -------------------------------------------- | -------------------------------------------- | -------------------------------------------- |
| Num                                          | Coureur                                      | Pos                                          |
| 66                                           | Carlos Maya (VEN)                            | HD-6                                         |
| 67                                           | Germán Nieto (ESP)                           | HD-10                                        |
| 68                                           | José Manuel Uría (ESP)                       | AB-16                                        |
| 69                                           | Juan Carlos Vicario (ESP)                    |                                              |

| Castorama ___ | Castorama ___              | Castorama ___ |
| ------------- | -------------------------- | ------------- |
| Num           | Coureur                    | Pos           |
| 71            | Armand de Las Cuevas (FRA) | AB-3          |
| 72            | Laurent Desbiens (FRA)     | AB-12         |
| 73            | Philippe Gaumont (FRA)     | AB-15         |
| 74            | Laurent Madouas (FRA)      | 12e           |
| 75            | Emmanuel Magnien (FRA)     | AB-14         |
| 76            | Stéphane Pétilleau (FRA)   | HD-8          |
| 77            | François Simon (FRA)       | 32e           |
| 78            | Gilles Talmant (FRA)       | HD-8          |
| 79            | Bruno Thibout (FRA)        | 47e           |

| Refin-Cantina Tollo ___ | Refin-Cantina Tollo ___    | Refin-Cantina Tollo ___ |
| ----------------------- | -------------------------- | ----------------------- |
| Num                     | Coureur                    | Pos                     |
| 81                      | Heinz Imboden (SUI)        | 8e                      |
| 82                      | Felice Puttini (SUI)       | 50e                     |
| 83                      | Frank Van Den Abeele (BEL) | 121e                    |
| 84                      | Rodolfo Massi (ITA)        | 48e                     |
| 85                      | Stefano Giraldi (ITA)      | AB-16                   |
| 86                      | Leonardo Piepoli (ITA)     | AB-14                   |
| 87                      | Roberto Pelliconi (ITA)    | 122e                    |
| 88                      | Andreas Kappes (GER)       | 106e                    |
| 89                      | Johan Capiot (BEL)         | AB-14                   |

| Festina-Lotus FES | Festina-Lotus FES         | Festina-Lotus FES |
| ----------------- | ------------------------- | ----------------- |
| Num               | Coureur                   | Pos               |
| 91                | Laurent Dufaux (SUI)      | 43e               |
| 92                | Pascal Hervé (FRA)        | 25e               |
| 93                | Stephen Hodge (AUS)       | 85e               |
| 94                | Roberto Torres (ESP)      | AB-11             |
| 95                | Francisque Teyssier (FRA) | AB-9              |
| 96                | Jean-Jacques Henry (FRA)  | 117e              |
| 97                | Fabian Jeker (SUI)        | AB-14             |
| 98                | Juan Rodrigo Arenas (ESP) | 76e               |
| 99                | Bruno Boscardin (ITA)     | AB-19             |

| Kelme-Sureña-Avianca KEL | Kelme-Sureña-Avianca KEL         | Kelme-Sureña-Avianca KEL |
| ------------------------ | -------------------------------- | ------------------------ |
| Num                      | Coureur                          | Pos                      |
| 101                      | Laudelino Cubino (ESP)           | 40e                      |
| 102                      | Ignacio García Camacho (ESP)     | 70e                      |
| 103                      | José Luis Rodríguez García (ESP) | AB-19                    |
| 104                      | Hernán Buenahora (COL)           | 18e                      |
| 105                      | Ángel Yesid Camargo (COL)        | 78e                      |
| 106                      | Federico Muñoz (COL)             | AB-19                    |
| 107                      | José Jaime González (COL)        | 52e                      |
| 108                      | Julio César Aguirre (COL)        | HD-10                    |
| 109                      | Martín Farfán (COL)              | 49e                      |

| Lampre-Panaria LAM | Lampre-Panaria LAM       | Lampre-Panaria LAM |
| ------------------ | ------------------------ | ------------------ |
| Num                | Coureur                  | Pos                |
| 111                | Maurizio Fondriest (ITA) | HD-16              |
| 112                | Wladimir Belli (ITA)     | AB-8               |
| 113                | Davide Bramati (ITA)     | 112e               |
| 114                | Roberto Conti (ITA)      | 89e                |
| 115                | Gianni Faresin (ITA)     | 42e                |
| 116                | Ján Svorada (SVK)        | AB-16              |
| 117                | Zbigniew Spruch (POL)    | AB-8               |
| 118                | Pavel Tonkov (RUS)       | 6e                 |
| 119                | Marco Zen (ITA)          | NP-8               |

| MG Boys Maglificio-Technogym ___ | MG Boys Maglificio-Technogym ___ | MG Boys Maglificio-Technogym ___ |
| -------------------------------- | -------------------------------- | -------------------------------- |
| Num                              | Coureur                          | Pos                              |
| 121                              | Fabio Baldato (ITA)              | AB-3                             |
| 122                              | Alberto Elli (ITA)               | 30e                              |
| 123                              | Nicola Loda (ITA)                | 90e                              |
| 124                              | Davide Rebellin (ITA)            | 22e                              |
| 125                              | Pascal Richard (SUI)             | 13e                              |
| 126                              | Marco Saligari (ITA)             | 67e                              |
| 127                              | Luca Scinto (ITA)                | AB-14                            |
| 128                              | Rolf Sørensen (DEN)              | 61e                              |
| 129                              | Franco Vona (ITA)                | 54e                              |

| Mapei-GB-Latexco MAP | Mapei-GB-Latexco MAP           | Mapei-GB-Latexco MAP |
| -------------------- | ------------------------------ | -------------------- |
| Num                  | Coureur                        | Pos                  |
| 131                  | Andrea Chiurato (ITA)          | HD-1                 |
| 132                  | Miguel Ángel Peña (ESP)        | 72e                  |
| 133                  | Arsenio González (ESP)         | 21e                  |
| 134                  | Francisco Javier Mauleón (ESP) | 19e                  |
| 135                  | Daniele Nardello (ITA)         | 53e                  |
| 136                  | Andrea Noè (ITA)               | 36e                  |
| 137                  | Tony Rominger (SUI)            | 1er                  |
| 138                  | Andrea Tafi (ITA)              | 35e                  |
| 139                  | Jon Unzaga (ESP)               | 37e                  |

| Mercatone Uno-Saeco MER | Mercatone Uno-Saeco MER    | Mercatone Uno-Saeco MER |
| ----------------------- | -------------------------- | ----------------------- |
| Num                     | Coureur                    | Pos                     |
| 141                     | Mario Cipollini (ITA)      | AB-13                   |
| 142                     | Francesco Casagrande (ITA) | 10e                     |
| 143                     | Massimiliano Lelli (ITA)   | AB-14                   |
| 144                     | Massimo Donati (ITA)       | NP-13                   |
| 145                     | Silvio Martinello (ITA)    | 92e                     |
| 146                     | Roberto Petito (ITA)       | AB-5                    |
| 147                     | Paolo Fornaciari (ITA)     | AB-8                    |
| 148                     | Angelo Canzonieri (ITA)    | AB-15                   |
| 149                     | Giuseppe Calcaterra (ITA)  | 111e                    |

| Navigare-Blue Storm NAV | Navigare-Blue Storm NAV   | Navigare-Blue Storm NAV |
| ----------------------- | ------------------------- | ----------------------- |
| Num                     | Coureur                   | Pos                     |
| 151                     | Michele Coppolillo (ITA)  | AB-7                    |
| 152                     | Massimo Strazzer (ITA)    | AB-11                   |
| 153                     | Giuseppe Guerini (ITA)    | 31e                     |
| 154                     | Alexandr Shefer (KAZ)     | AB-5                    |
| 155                     | Sauro Gallorini (ITA)     | 82e                     |
| 156                     | Angelo Citracca (ITA)     | AB-16                   |
| 157                     | Andrea Vatteroni (ITA)    | 77e                     |
| 158                     | Vassili Davidenko (RUS)   | NP-17                   |
| 159                     | Francesco Secchiari (ITA) | 66e                     |

| ONCE ONC | ONCE ONC                       | ONCE ONC |
| -------- | ------------------------------ | -------- |
| Num      | Coureur                        | Pos      |
| 161      | Erik Breukink (NED)            | 59e      |
| 162      | Luis María Díaz De Otazu (ESP) | 96e      |
| 163      | Marcelino García (ESP)         | 55e      |
| 164      | Santos Hernández (ESP)         | AB-19    |
| 165      | Patrick Jonker (AUS)           | 44e      |
| 166      | Alberto Leanizbarrutia (ESP)   | AB-15    |
| 167      | Joan Llaneras (ESP)            | AB-14    |
| 168      | Oliverio Rincón (COL)          | 5e       |
| 169      | José Roberto Sierra (ESP)      | 79e      |

| Sicasal-Acral ___ | Sicasal-Acral ___              | Sicasal-Acral ___ |
| ----------------- | ------------------------------ | ----------------- |
| Num               | Coureur                        | Pos               |
| 171               | Manuel Luis Abreu Campos (POR) | AB-14             |
| 172               | Michael Andersson (SWE)        | AB-11             |
| 173               | Dariusz Bigos (POL)            | 113e              |
| 174               | Joaquim Gomes (POR)            | 83e               |
| 175               | Carlos Pinho (POR)             | NP-15             |
| 176               | Karol Rychlik (POL)            | HD-3              |
| 177               | Quintino Rodrigues (POR)       | 41e               |
| 178               | Pedro Silva (POR)              | AB-20             |
| 179               | Serafim Vieira (POR)           | 91e               |

| Polti-Granarolo-Santini PLT | Polti-Granarolo-Santini PLT | Polti-Granarolo-Santini PLT |
| --------------------------- | --------------------------- | --------------------------- |
| Num                         | Coureur                     | Pos                         |
| 181                         | Dirk Baldinger (GER)        | NP-13                       |
| 182                         | Éric Boyer (FRA)            | 69e                         |
| 183                         | Giovanni Fidanza (ITA)      | 94e                         |
| 184                         | Daisuke Imanaka (JPN)       | AB-14                       |
| 185                         | Giovanni Lombardi (ITA)     | 114e                        |
| 186                         | Sergueï Outschakov (UKR)    | 73e                         |
| 187                         | Oscar Pelliccioli (ITA)     | NP-11                       |
| 188                         | Mario Scirea (ITA)          | 102e                        |
| 189                         | Georg Totschnig (AUT)       | 9e                          |

| Deutsche Telekom-Merckx-Audi ___ | Deutsche Telekom-Merckx-Audi ___ | Deutsche Telekom-Merckx-Audi ___ |
| -------------------------------- | -------------------------------- | -------------------------------- |
| Num                              | Coureur                          | Pos                              |
| 191                              | Udo Bölts (GER)                  | 46e                              |
| 192                              | Christian Henn (GER)             | 116e                             |
| 193                              | Jens Heppner (GER)               | AB-15                            |
| 194                              | Kai Hundertmarck (GER)           | 74e                              |
| 195                              | Mario Kummer (GER)               | 105e                             |
| 196                              | Vladimir Poulnikov (UKR)         | 14e                              |
| 197                              | Heinrich Trumheller (GER)        | 93e                              |
| 198                              | Steffen Wesemann (GER)           | AB-11                            |
| 199                              | Jürgen Werner (GER)              | 115e                             |

| TVM-Polis Direct ___ | TVM-Polis Direct ___        | TVM-Polis Direct ___ |
| -------------------- | --------------------------- | -------------------- |
| Num                  | Coureur                     | Pos                  |
| 201                  | Lars Kristian Johnsen (NOR) | 101e                 |
| 202                  | Jim Van De Laer (BEL)       | AB-14                |
| 203                  | Roland Meier (SUI)          | AB-16                |
| 204                  | Peter Meinert-Nielsen (DEN) | NP-12                |
| 205                  | Peter Van Petegem (BEL)     | AB-15                |
| 206                  | Steven Rooks (NED)          | AB-8                 |
| 207                  | Jesper Skibby (DEN)         | AB-5                 |
| 208                  | Bart Voskamp (NED)          | 99e                  |
| 209                  | Bo Hamburger (DEN)          | 95e                  |

| ZG Mobili-Selle Italia ___ | ZG Mobili-Selle Italia ___ | ZG Mobili-Selle Italia ___ |
| -------------------------- | -------------------------- | -------------------------- |
| Num                        | Coureur                    | Pos                        |
| 211                        | Stefano Cattai (ITA)       | 17e                        |
| 212                        | Andrea Ferrigato (ITA)     | AB-3                       |
| 213                        | Fabiano Fontanelli (ITA)   | AB-7                       |
| 214                        | Carlo Finco (ITA)          | 62e                        |
| 215                        | Massimo Ghirotto (ITA)     | 56e                        |
| 216                        | Roberto Menegotto (ITA)    | 60e                        |
| 217                        | Raúl Montaña (COL)         | AB-8                       |
| 218                        | Roberto Pagnin (ITA)       | 120e                       |
| 219                        | Nelson Rodríguez (COL)     | 16e                        |

| Gewiss-Ballan ___ | Gewiss-Ballan ___               | Gewiss-Ballan ___ |
| ----------------- | ------------------------------- | ----------------- |
| Num               | Coureur                         | Pos               |
| 1                 | Evgueni Berzin (RUS)            | 2e                |
| 2                 | Vladislav Bobrik (RUS)          | 28e               |
| 3                 | Giorgio Furlan (ITA)            | 34e               |
| 4                 | Piotr Ugrumov (LAT)             | 3e                |
| 5                 | Bruno Cenghialta (ITA)          | 11e               |
| 6                 | Mauro Antonio Santaromita (ITA) | 86e               |
| 7                 | Alberto Volpi (ITA)             | 45e               |
| 8                 | Nicola Minali (ITA)             | AB-15             |
| 9                 | Francesco Frattini (ITA)        | 29e               |

| Aki-Gipiemme ___ | Aki-Gipiemme ___        | Aki-Gipiemme ___ |
| ---------------- | ----------------------- | ---------------- |
| Num              | Coureur                 | Pos              |
| 11               | Dimitri Konyshev (RUS)  | AB-14            |
| 12               | Zenon Jaskuła (POL)     | 38e              |
| 13               | Gilberto Simoni (ITA)   | NP-13            |
| 14               | Andrei Teteriouk (KAZ)  | 24e              |
| 15               | Mauro Bettin (ITA)      | 84e              |
| 16               | Giuseppe Citterio (ITA) | 107e             |
| 17               | Roberto Dal Sie (ITA)   | 88e              |
| 18               | Stefano Zanatta (ITA)   | 104e             |
| 19               | Denis Zanette (ITA)     | 71e              |

| Amore & Vita-Galatron AMO | Amore & Vita-Galatron AMO | Amore & Vita-Galatron AMO |
| ------------------------- | ------------------------- | ------------------------- |
| Num                       | Coureur                   | Pos                       |
| 21                        | Simone Borgheresi (ITA)   | AB-20                     |
| 22                        | Davide Dall'Olio (ITA)    | 109e                      |
| 23                        | Alessio Di Basco (ITA)    | AB-1                      |
| 24                        | Antonio Fanelli (ITA)     | AB-9                      |
| 25                        | Riccardo Forconi (ITA)    | 110e                      |
| 26                        | Michel Lafis (SWE)        | 23e                       |
| 27                        | Maurizio Molinari (ITA)   | 68e                       |
| 28                        | Sandro Giacomelli (ITA)   | AB-5                      |
| 29                        | Marco Villa (ITA)         | 118e                      |

| Banesto BAN | Banesto BAN               | Banesto BAN |
| ----------- | ------------------------- | ----------- |
| Num         | Coureur                   | Pos         |
| 31          | José Luis Arrieta (ESP)   | 64e         |
| 32          | Thomas Davy (FRA)         | 33e         |
| 33          | Andrew Hampsten (USA)     | 58e         |
| 34          | Stéphane Heulot (FRA)     | AB-15       |
| 35          | Prudencio Indurain (ESP)  | 97e         |
| 36          | José María Jiménez (ESP)  | 26e         |
| 37          | Óscar López Uriarte (ESP) | 51e         |
| 38          | Jesús Montoya (ESP)       | 27e         |
| 39          | Erwin Nijboer (NED)       | 103e        |

| Brescialat-Fago ___ | Brescialat-Fago ___      | Brescialat-Fago ___ |
| ------------------- | ------------------------ | ------------------- |
| Num                 | Coureur                  | Pos                 |
| 41                  | Massimo Podenzana (ITA)  | NP-14               |
| 42                  | Paolo Lanfranchi (ITA)   | 15e                 |
| 43                  | Mario Manzoni (ITA)      | 108e                |
| 44                  | Fabrizio Bontempi (ITA)  | 87e                 |
| 45                  | Filippo Casagrande (ITA) | AB-8                |
| 46                  | Luca Gelfi (ITA)         | 80e                 |
| 47                  | Giancarlo Perini (ITA)   | 63e                 |
| 48                  | Mariano Piccoli (ITA)    | 20e                 |
| 49                  | Omar Pumar (VEN)         | 39e                 |

| Carrera Jeans-Tassoni ___ | Carrera Jeans-Tassoni ___  | Carrera Jeans-Tassoni ___ |
| ------------------------- | -------------------------- | ------------------------- |
| Num                       | Coureur                    | Pos                       |
| 51                        | Claudio Chiappucci (ITA)   | 4e                        |
| 52                        | Nicola Miceli (ITA)        | AB-14                     |
| 53                        | Enrico Zaina (ITA)         | 7e                        |
| 54                        | Marcello Siboni (ITA)      | 57e                       |
| 55                        | Stefano Checchin (ITA)     | NP-13                     |
| 56                        | Mario Chiesa (ITA)         | 81e                       |
| 57                        | Mario Mantovan (ITA)       | AB-9                      |
| 58                        | Alessandro Bertolini (ITA) | AB-8                      |
| 59                        | Sergio Barbero (ITA)       | 75e                       |

| Castellblanch-Deportpublic-Otero-Mx Onda ___ | Castellblanch-Deportpublic-Otero-Mx Onda ___ | Castellblanch-Deportpublic-Otero-Mx Onda ___ |
| -------------------------------------------- | -------------------------------------------- | -------------------------------------------- |
| Num                                          | Coureur                                      | Pos                                          |
| 61                                           | Eleuterio Anguita (ESP)                      | 98e                                          |
| 62                                           | Francisco Cerezo (ESP)                       | 119e                                         |
| 63                                           | Antonio Miguel Díaz (ESP)                    | NP-8                                         |
| 64                                           | Carlos Galarreta (ESP)                       | 100e                                         |

| Sans équipe ___ | Sans équipe ___      | Sans équipe ___ |
| --------------- | -------------------- | --------------- |
| Num             | Coureur              | Pos             |
| 65              | Alfredo Irusta (ESP) | AB-13           |

| Castellblanch-Deportpublic-Otero-Mx Onda ___ | Castellblanch-Deportpublic-Otero-Mx Onda ___ | Castellblanch-Deportpublic-Otero-Mx Onda ___ |
| -------------------------------------------- | -------------------------------------------- | -------------------------------------------- |
| Num                                          | Coureur                                      | Pos                                          |
| 66                                           | Carlos Maya (VEN)                            | HD-6                                         |
| 67                                           | Germán Nieto (ESP)                           | HD-10                                        |
| 68                                           | José Manuel Uría (ESP)                       | AB-16                                        |
| 69                                           | Juan Carlos Vicario (ESP)                    |                                              |

| Castorama ___ | Castorama ___              | Castorama ___ |
| ------------- | -------------------------- | ------------- |
| Num           | Coureur                    | Pos           |
| 71            | Armand de Las Cuevas (FRA) | AB-3          |
| 72            | Laurent Desbiens (FRA)     | AB-12         |
| 73            | Philippe Gaumont (FRA)     | AB-15         |
| 74            | Laurent Madouas (FRA)      | 12e           |
| 75            | Emmanuel Magnien (FRA)     | AB-14         |
| 76            | Stéphane Pétilleau (FRA)   | HD-8          |
| 77            | François Simon (FRA)       | 32e           |
| 78            | Gilles Talmant (FRA)       | HD-8          |
| 79            | Bruno Thibout (FRA)        | 47e           |

| Refin-Cantina Tollo ___ | Refin-Cantina Tollo ___    | Refin-Cantina Tollo ___ |
| ----------------------- | -------------------------- | ----------------------- |
| Num                     | Coureur                    | Pos                     |
| 81                      | Heinz Imboden (SUI)        | 8e                      |
| 82                      | Felice Puttini (SUI)       | 50e                     |
| 83                      | Frank Van Den Abeele (BEL) | 121e                    |
| 84                      | Rodolfo Massi (ITA)        | 48e                     |
| 85                      | Stefano Giraldi (ITA)      | AB-16                   |
| 86                      | Leonardo Piepoli (ITA)     | AB-14                   |
| 87                      | Roberto Pelliconi (ITA)    | 122e                    |
| 88                      | Andreas Kappes (GER)       | 106e                    |
| 89                      | Johan Capiot (BEL)         | AB-14                   |

| Festina-Lotus FES | Festina-Lotus FES         | Festina-Lotus FES |
| ----------------- | ------------------------- | ----------------- |
| Num               | Coureur                   | Pos               |
| 91                | Laurent Dufaux (SUI)      | 43e               |
| 92                | Pascal Hervé (FRA)        | 25e               |
| 93                | Stephen Hodge (AUS)       | 85e               |
| 94                | Roberto Torres (ESP)      | AB-11             |
| 95                | Francisque Teyssier (FRA) | AB-9              |
| 96                | Jean-Jacques Henry (FRA)  | 117e              |
| 97                | Fabian Jeker (SUI)        | AB-14             |
| 98                | Juan Rodrigo Arenas (ESP) | 76e               |
| 99                | Bruno Boscardin (ITA)     | AB-19             |

| Kelme-Sureña-Avianca KEL | Kelme-Sureña-Avianca KEL         | Kelme-Sureña-Avianca KEL |
| ------------------------ | -------------------------------- | ------------------------ |
| Num                      | Coureur                          | Pos                      |
| 101                      | Laudelino Cubino (ESP)           | 40e                      |
| 102                      | Ignacio García Camacho (ESP)     | 70e                      |
| 103                      | José Luis Rodríguez García (ESP) | AB-19                    |
| 104                      | Hernán Buenahora (COL)           | 18e                      |
| 105                      | Ángel Yesid Camargo (COL)        | 78e                      |
| 106                      | Federico Muñoz (COL)             | AB-19                    |
| 107                      | José Jaime González (COL)        | 52e                      |
| 108                      | Julio César Aguirre (COL)        | HD-10                    |
| 109                      | Martín Farfán (COL)              | 49e                      |

| Lampre-Panaria LAM | Lampre-Panaria LAM       | Lampre-Panaria LAM |
| ------------------ | ------------------------ | ------------------ |
| Num                | Coureur                  | Pos                |
| 111                | Maurizio Fondriest (ITA) | HD-16              |
| 112                | Wladimir Belli (ITA)     | AB-8               |
| 113                | Davide Bramati (ITA)     | 112e               |
| 114                | Roberto Conti (ITA)      | 89e                |
| 115                | Gianni Faresin (ITA)     | 42e                |
| 116                | Ján Svorada (SVK)        | AB-16              |
| 117                | Zbigniew Spruch (POL)    | AB-8               |
| 118                | Pavel Tonkov (RUS)       | 6e                 |
| 119                | Marco Zen (ITA)          | NP-8               |

| MG Boys Maglificio-Technogym ___ | MG Boys Maglificio-Technogym ___ | MG Boys Maglificio-Technogym ___ |
| -------------------------------- | -------------------------------- | -------------------------------- |
| Num                              | Coureur                          | Pos                              |
| 121                              | Fabio Baldato (ITA)              | AB-3                             |
| 122                              | Alberto Elli (ITA)               | 30e                              |
| 123                              | Nicola Loda (ITA)                | 90e                              |
| 124                              | Davide Rebellin (ITA)            | 22e                              |
| 125                              | Pascal Richard (SUI)             | 13e                              |
| 126                              | Marco Saligari (ITA)             | 67e                              |
| 127                              | Luca Scinto (ITA)                | AB-14                            |
| 128                              | Rolf Sørensen (DEN)              | 61e                              |
| 129                              | Franco Vona (ITA)                | 54e                              |

| Mapei-GB-Latexco MAP | Mapei-GB-Latexco MAP           | Mapei-GB-Latexco MAP |
| -------------------- | ------------------------------ | -------------------- |
| Num                  | Coureur                        | Pos                  |
| 131                  | Andrea Chiurato (ITA)          | HD-1                 |
| 132                  | Miguel Ángel Peña (ESP)        | 72e                  |
| 133                  | Arsenio González (ESP)         | 21e                  |
| 134                  | Francisco Javier Mauleón (ESP) | 19e                  |
| 135                  | Daniele Nardello (ITA)         | 53e                  |
| 136                  | Andrea Noè (ITA)               | 36e                  |
| 137                  | Tony Rominger (SUI)            | 1er                  |
| 138                  | Andrea Tafi (ITA)              | 35e                  |
| 139                  | Jon Unzaga (ESP)               | 37e                  |

| Mercatone Uno-Saeco MER | Mercatone Uno-Saeco MER    | Mercatone Uno-Saeco MER |
| ----------------------- | -------------------------- | ----------------------- |
| Num                     | Coureur                    | Pos                     |
| 141                     | Mario Cipollini (ITA)      | AB-13                   |
| 142                     | Francesco Casagrande (ITA) | 10e                     |
| 143                     | Massimiliano Lelli (ITA)   | AB-14                   |
| 144                     | Massimo Donati (ITA)       | NP-13                   |
| 145                     | Silvio Martinello (ITA)    | 92e                     |
| 146                     | Roberto Petito (ITA)       | AB-5                    |
| 147                     | Paolo Fornaciari (ITA)     | AB-8                    |
| 148                     | Angelo Canzonieri (ITA)    | AB-15                   |
| 149                     | Giuseppe Calcaterra (ITA)  | 111e                    |

| Navigare-Blue Storm NAV | Navigare-Blue Storm NAV   | Navigare-Blue Storm NAV |
| ----------------------- | ------------------------- | ----------------------- |
| Num                     | Coureur                   | Pos                     |
| 151                     | Michele Coppolillo (ITA)  | AB-7                    |
| 152                     | Massimo Strazzer (ITA)    | AB-11                   |
| 153                     | Giuseppe Guerini (ITA)    | 31e                     |
| 154                     | Alexandr Shefer (KAZ)     | AB-5                    |
| 155                     | Sauro Gallorini (ITA)     | 82e                     |
| 156                     | Angelo Citracca (ITA)     | AB-16                   |
| 157                     | Andrea Vatteroni (ITA)    | 77e                     |
| 158                     | Vassili Davidenko (RUS)   | NP-17                   |
| 159                     | Francesco Secchiari (ITA) | 66e                     |

| ONCE ONC | ONCE ONC                       | ONCE ONC |
| -------- | ------------------------------ | -------- |
| Num      | Coureur                        | Pos      |
| 161      | Erik Breukink (NED)            | 59e      |
| 162      | Luis María Díaz De Otazu (ESP) | 96e      |
| 163      | Marcelino García (ESP)         | 55e      |
| 164      | Santos Hernández (ESP)         | AB-19    |
| 165      | Patrick Jonker (AUS)           | 44e      |
| 166      | Alberto Leanizbarrutia (ESP)   | AB-15    |
| 167      | Joan Llaneras (ESP)            | AB-14    |
| 168      | Oliverio Rincón (COL)          | 5e       |
| 169      | José Roberto Sierra (ESP)      | 79e      |

| Sicasal-Acral ___ | Sicasal-Acral ___              | Sicasal-Acral ___ |
| ----------------- | ------------------------------ | ----------------- |
| Num               | Coureur                        | Pos               |
| 171               | Manuel Luis Abreu Campos (POR) | AB-14             |
| 172               | Michael Andersson (SWE)        | AB-11             |
| 173               | Dariusz Bigos (POL)            | 113e              |
| 174               | Joaquim Gomes (POR)            | 83e               |
| 175               | Carlos Pinho (POR)             | NP-15             |
| 176               | Karol Rychlik (POL)            | HD-3              |
| 177               | Quintino Rodrigues (POR)       | 41e               |
| 178               | Pedro Silva (POR)              | AB-20             |
| 179               | Serafim Vieira (POR)           | 91e               |

| Polti-Granarolo-Santini PLT | Polti-Granarolo-Santini PLT | Polti-Granarolo-Santini PLT |
| --------------------------- | --------------------------- | --------------------------- |
| Num                         | Coureur                     | Pos                         |
| 181                         | Dirk Baldinger (GER)        | NP-13                       |
| 182                         | Éric Boyer (FRA)            | 69e                         |
| 183                         | Giovanni Fidanza (ITA)      | 94e                         |
| 184                         | Daisuke Imanaka (JPN)       | AB-14                       |
| 185                         | Giovanni Lombardi (ITA)     | 114e                        |
| 186                         | Sergueï Outschakov (UKR)    | 73e                         |
| 187                         | Oscar Pelliccioli (ITA)     | NP-11                       |
| 188                         | Mario Scirea (ITA)          | 102e                        |
| 189                         | Georg Totschnig (AUT)       | 9e                          |

| Deutsche Telekom-Merckx-Audi ___ | Deutsche Telekom-Merckx-Audi ___ | Deutsche Telekom-Merckx-Audi ___ |
| -------------------------------- | -------------------------------- | -------------------------------- |
| Num                              | Coureur                          | Pos                              |
| 191                              | Udo Bölts (GER)                  | 46e                              |
| 192                              | Christian Henn (GER)             | 116e                             |
| 193                              | Jens Heppner (GER)               | AB-15                            |
| 194                              | Kai Hundertmarck (GER)           | 74e                              |
| 195                              | Mario Kummer (GER)               | 105e                             |
| 196                              | Vladimir Poulnikov (UKR)         | 14e                              |
| 197                              | Heinrich Trumheller (GER)        | 93e                              |
| 198                              | Steffen Wesemann (GER)           | AB-11                            |
| 199                              | Jürgen Werner (GER)              | 115e                             |

| TVM-Polis Direct ___ | TVM-Polis Direct ___        | TVM-Polis Direct ___ |
| -------------------- | --------------------------- | -------------------- |
| Num                  | Coureur                     | Pos                  |
| 201                  | Lars Kristian Johnsen (NOR) | 101e                 |
| 202                  | Jim Van De Laer (BEL)       | AB-14                |
| 203                  | Roland Meier (SUI)          | AB-16                |
| 204                  | Peter Meinert-Nielsen (DEN) | NP-12                |
| 205                  | Peter Van Petegem (BEL)     | AB-15                |
| 206                  | Steven Rooks (NED)          | AB-8                 |
| 207                  | Jesper Skibby (DEN)         | AB-5                 |
| 208                  | Bart Voskamp (NED)          | 99e                  |
| 209                  | Bo Hamburger (DEN)          | 95e                  |

| ZG Mobili-Selle Italia ___ | ZG Mobili-Selle Italia ___ | ZG Mobili-Selle Italia ___ |
| -------------------------- | -------------------------- | -------------------------- |
| Num                        | Coureur                    | Pos                        |
| 211                        | Stefano Cattai (ITA)       | 17e                        |
| 212                        | Andrea Ferrigato (ITA)     | AB-3                       |
| 213                        | Fabiano Fontanelli (ITA)   | AB-7                       |
| 214                        | Carlo Finco (ITA)          | 62e                        |
| 215                        | Massimo Ghirotto (ITA)     | 56e                        |
| 216                        | Roberto Menegotto (ITA)    | 60e                        |
| 217                        | Raúl Montaña (COL)         | AB-8                       |
| 218                        | Roberto Pagnin (ITA)       | 120e                       |
| 219                        | Nelson Rodríguez (COL)     | 16e                        |